# Hans Kornberg
Hans Leo Kornberg (Bad Salzuflen, 14 de janeiro de 1928 - 16 de dezembro de 2019) foi um biólogo britânico de origem alemã. Estudou na Universidade de Sheffield, onde obteve o bacharelato e mais tarde o grau de doutor. Em colaboração com Hans Krebs, escreveu Energy Transformations in Living Matter (1957).
Foi professor de bioquímica na Universidade de Leicester, entre 1960 e 1975. Entre 1975 e 1995 foi professor de bioquímica na Universidade de Cambridge. É actualmente professor de bioquímica no Departamento de Biologia Celular e Molecular da Universidade de Boston. A sua principal área de investigação é a bioquímica microbiana.